# Adam Dan
Adam Dan, född den 8 februari 1848 i Odense, död den 6 maj 1931 i Clinton, Iowa, var en dansk-amerikansk präst och författare.
Dan kom 1868 till en missionsskola i Basel, men efter en kortvarig missionsverksamhet i Nubien och Jerusalem blev han 1871 präst för en dansk församling i Racine, Wisconsin. År 1880 begav han sig till Kalifornien, 1884 blev han präst i Minneapolis och Saint Paul i Minnesota, 1893 i Chicago, 1896 i Cedar Falls och Fredsville, 1900 i Boston och 1902 åter i Chicago. Han var en av den dansk-amerikanska kyrkans mest betydande gestalter och utgav flera diktsamlingar, berättelser, predikningar och religiösa skrifter.